# Under Fire
Under Fire (en Hispanoamérica, Bajo fuego; en España, Bajo el fuego) es una película estadounidense de 1983 ambientada en Nicaragua durante 1979, en los últimos días de la dictadura de Anastasio Somoza seguidos del triunfo de la Revolución Sandinista. La historia de la película es ficticia, pero está inspirada en hechos reales. Puede verse gratis por YouTube.

## Argumento
El famoso fotógrafo de guerra estadounidense Russell Price se encuentra en la Nicaragua de 1979 para realizar un reportaje sobre la revolución contra el dictador corrupto Anastasio Somoza. Le cuesta informar con neutralidad al respecto a la vista de la crueldad de la lucha que muestra la Guardia Nacional contra la población civil.
Cuando la guerrilla del FSLN le encarga una fotografía del comandante Rafael, uno de sus líderes más populares, del cual se dice que está muerto, Price se ve involucrado en los acontecimientos, ya que Rafael ha muerto, algo que la guerrilla quiere encubrir a través de Price para que la lucha contra la dictadura, en la que los revolucionarios ya han conseguido tomar dos importantes ciudades nicaragüenses, pueda continuar con éxito y pueda acabar de forma victoriosa con ella. El plan concreto es que Price haga una foto de él dando la impresión de que está vivo para luego esparcirla por el mundo. De esa manera, los guerrilleros quieren continuar motivando a sus tropas a continuar con la lucha con la misma motivación y desmotivar así a los Estados Unidos a continuar apoyando a Somoza.  
Él, a regañadientes, accede a pesar de su código como periodista de decir la verdad y no hacer algo así, porque sabe que Somoza es un asesino. Price hace la foto y se lleva a cabo el plan de la guerrilla. Sin embargo, junto con sus colegas Claire y Alex Grazier, debe ocultarse para que no le encuentre la Guardia Nacional, que cuenta con la ayuda del amoral mercenario de la CIA Oates, un viejo conocido de Price, que no actúa contra él por amistad.  
Más tarde, a través de Oates, se da cuenta de que un agente de Somoza, Marcel Jazy, con el que se encontró en el país, sabía que Rafael había muerto y que le utilizó mientras tanto para copiar a escondidas fotos suyas que hizo de rebeldes, entre otros, durante ese tiempo para luego entregarlas a los somozistas para su asesinato, lo que le fortalece en su decisión de haber actuado así. 
La lucha llega a la capital, Managua. Entonces Price es testigo de cómo los soldados de Somoza matan a Alex a quemarropa. Puede fotografiarlo y enviarlo por todo el mundo con ayuda de Claire, lo que causa un gran revuelo. También es testigo al mismo tiempo de como Jazy es asesinado a quemarropa por el FSLN por sus asesinatos, de los cuales las de las fotos solo fueron una parte. Durante ese acontecimiento Price se venga de él no otorgándole su deseo de hacerle una foto al respecto para ser así un mártir de la causa anticomunista y prodictatorial de Somoza. Más tarde las fotos del asesinato de Alex llevan a la caída de Somoza, ya que Estados Unidos decide romper con Somoza por lo ocurrido. Tiene que dejar por ello el país, lo que lleva a la victoria del FSLN.  
Después el FSLN celebra la victoria en las calles de Managua y revela la verdad respecto a Rafael. En esa celebración Price encuentra camuflado a Oates y ambos se despiden allí con la esperanza de volver a verse en otra parte del mundo. Luego Price se va de Nicaragua con Claire sabiendo que contribuyó al fin de la dictadura, cosa que haría otra vez.

## Reparto
- Nick Nolte como Russell Price.
- Joanna Cassidy como Claire.
- Gene Hackman como Alex Grazier.
- Ed Harris como Oates (mercenario de la CIA)
- Jean-Louis Trintignant como Marcel Jazy.
- René Enríquez como Anastasio Somoza.
- Alma Martínez como Isela.
- Richard Masur como Hub Kittle.
- Jorge Zepeda como Rafael.
- Jenny Gago como Miss Panamá.[1]
- Elpidia Carrillo como una guerrillera sandinista.

## Producción

### Preproducción
Parte de la historia está inspirada en el caso real del periodista estadounidense Bill Stewart, quien en junio de 1979 fue asesinado en Managua, junto a su intérprete nicaragüense Juan Espinoza, a manos de la Guardia Nacional de Somoza. El crimen, que fue grabado por el camarógrafo de Stewart, provocó repulsa internacional y motivó que la administración Carter le pusiera fin a 45 años de apoyo militar estadounidense a la dictadura somocista, lo que permitió el triunfo de la revolución sandinista al mes siguiente.

### Casting
Al principio ofrecieron a Julie Christie el papel de Claire, pero al final la obtuvo Joan Cassidy.

### Rodaje
Se rodó en el sureste de México, en Chiapa de Corzo, Chiapas, con localizaciones del Cañón del Sumidero y una pequeña colonia del municipio América Libre y en Oaxaca de Juárez, Oaxaca, destacan varios edificios históricos de la misma.

### Música
La música, compuesta por Jerry Goldsmith e interpretada por el destacado guitarrista de jazz Pat Metheny, fue candidata al Óscar. La pieza instrumental que aparece en los créditos finales ("Nicaragua") fue utilizada por Quentin Tarantino para musicalizar una escena de la película Django Unchained (2012).

## Recepción
El filme fue alabado y visto como polémico en su estreno. Hoy en día la película es apreciada por ser una de las películas de cine más relevantes sobre el periodismo del siglo XX.